# Australische Badmintonmeisterschaft 1976
Die Australische Badmintonmeisterschaft 1976 fand vom 30. August bis zum 5. September 1976 in Adelaide unter neuseeländischer Beteiligung im Rahmen des zweiwöchigen australischen Badminton-Carnivals statt.

## Sieger und Platzierte
| Disziplin    | Gold                             | Silber                         | Bronze                       |
| ------------ | -------------------------------- | ------------------------------ | ---------------------------- |
| Herreneinzel | Peter Cooper                     | Paul Tyrrell                   | John Clancy                  |
| Herreneinzel | Peter Cooper                     | Paul Tyrrell                   | Cuthbert Berenger            |
| Dameneinzel  | Susan Daly                       | Joan Jones                     | Linda Cory                   |
| Dameneinzel  | Susan Daly                       | Joan Jones                     | Jan Irwin                    |
| Herrendoppel | John Clancy Michael Scandolera   | David Hoppen Paul Tyrrell      | Cuthbert Berenger S. Gan     |
| Herrendoppel | John Clancy Michael Scandolera   | David Hoppen Paul Tyrrell      | T. Tjoe D. Poerwadhi         |
| Damendoppel  | Susan Daly Geraldine Brown       | Allison Sinton Lindsey Shirley | Beverley Hite Pauline Munday |
| Damendoppel  | Susan Daly Geraldine Brown       | Allison Sinton Lindsey Shirley | Linda Cory Jan Irwin         |
| Mixed        | Peter Cooper Jennifer Cunningham | Paul Tyrrell Jan Irwin         | John Clancy Joan Jones       |
| Mixed        | Peter Cooper Jennifer Cunningham | Paul Tyrrell Jan Irwin         | Paul Kong Audrey Swaby       |